# Morti nel 1835
| Questa pagina contiene informazioni ricavate automaticamente dalle voci biografiche con l'ausilio del template Bio e di un bot. L'aggiornamento è periodico e automatico e ricostruisce completamente la pagina. Se manca una persona in questa lista, sei pregato di non aggiungerla, ma accertati piuttosto che la sua voce biografica contenga il template Bio e che i dati anagrafici siano correttamente compilati. Se il template Bio manca, inseriscilo tu stesso o, in alternativa, metti l'avviso {{tmp\|Bio}} che ne segnala la mancanza. Se i dati riportati sono sbagliati, correggi direttamente la voce biografica; le modifiche saranno visibili in questa lista entro pochi giorni. Per chiarimenti vedi il progetto biografie. La lista contiene solo le 184 persone che sono citate nell'enciclopedia e per le quali è stato implementato correttamente il template Bio. Pagina aggiornata al 18 mag 2025. |

## Gennaio(11)
- 5 gennaio - Luigi Fergola, disegnatore, pittore e incisore italiano (n. 1768)
- 6 gennaio - August Heinrich Matthiae, filologo classico tedesco (n. 1769)
- 8 gennaio - Domenico Genovesi, arcivescovo cattolico italiano (n. 1765)
- 11 gennaio - Juan Ruiz de Apodaca, ufficiale spagnolo (n. 1754)
- 15 gennaio - Teresa Cabarrus, nobile francese (n. 1773)
- 18 gennaio - José de Canterac, militare spagnolo (n. 1787)
- 20 gennaio - Benoit Tranquille Berbiguier, flautista e compositore francese (n. 1782)
- 20 gennaio - Robert Sweet, botanico e ornitologo britannico (n. 1783)
- 21 gennaio - Juraj Palkovič, presbitero e traduttore slovacco (n. 1763)
- 22 gennaio - Marie-Alexandre Guénin, compositore e violinista francese (n. 1744)
- 26 gennaio - Ignazio Thaon di Revel, nobile e militare italiano (n. 1760)

## Febbraio(9)
- 6 febbraio - Jai Singh III, principe indiano (n. 1819)
- 8 febbraio - Guillaume Dupuytren, medico francese (n. 1777)
- 8 febbraio - Catherine-Joséphine Duchesnois, attrice teatrale francese (n. 1777)
- 12 febbraio - Friedrich Wilhelm Ehrenfried Rost, teologo e filologo classico tedesco (n. 1768)
- 13 febbraio - Jean-Baptiste Roman, scultore francese (n. 1792)
- 15 febbraio - Henry Hunt, politico e pubblicista inglese (n. 1773)
- 16 febbraio - Juan Facundo Quiroga, militare e politico argentino (n. 1788)
- 19 febbraio - Constantin Brun, mercante e diplomatico tedesco (n. 1746)
- 24 febbraio - Gilles-Lambert Godecharle, scultore belga (n. 1750)

## Marzo(19)
- 1º marzo - Johann Gottfried Quistorp, architetto e pittore tedesco (n. 1755)
- 3 marzo - Francesco Antonio Baccari, presbitero e architetto italiano (n. 1747)
- 7 marzo - Manuel Freire de Andrade, generale spagnolo (n. 1767)
- 7 marzo - Saverio Scrofani, storico, economista e scrittore italiano (n. 1756)
- 7 marzo - Benjamin Tallmadge, militare e politico statunitense (n. 1754)
- 13 marzo - Annibale Giordano, matematico e rivoluzionario italiano (n. 1769)
- 13 marzo - William Marbury, giurista statunitense (n. 1762)
- 13 marzo - Domenico Moreni, presbitero e letterato italiano (n. 1763)
- 15 marzo - Domenico Mombelli, tenore, compositore e impresario teatrale italiano (n. 1755)
- 17 marzo - Giorgio Orsolano, serial killer italiano (n. 1803)
- 20 marzo - Henry David Inglis, scrittore scozzese (n. 1795)
- 20 marzo - Zahar Dmitrievič Olsuf'ev, generale russo (n. 1772)
- 20 marzo - Louis Léopold Robert, pittore svizzero (n. 1794)
- 22 marzo - Giuseppe Urbano Pagani Cesa, letterato italiano (n. 1757)
- 22 marzo - Alexander Pope, attore teatrale e pittore irlandese (n. 1763)
- 25 marzo - Friederike Brun, scrittrice danese (n. 1765)
- 26 marzo - Jacopo Bonfadini, filosofo italiano (n. 1771)
- 28 marzo - Augusto di Beauharnais, principe (n. 1810)
- 28 marzo - Luigi Malaspina, letterato e nobile italiano (n. 1754)

## Aprile(16)
- 1º aprile - Bartolomeo Pinelli, incisore, pittore e ceramista italiano (n. 1781)
- 2 aprile - Antonio Vittorio d'Asburgo-Lorena, nobile (n. 1779)
- 5 aprile - Ivan Petrovič Martos, scultore russo (n. 1754)
- 8 aprile - Wilhelm von Humboldt, linguista, diplomatico e filosofo tedesco (n. 1767)
- 10 aprile - Luigi Bossi Visconti, archivista, bibliotecario e letterato italiano (n. 1758)
- 10 aprile - Maddalena di Canossa, religiosa e santa italiana (n. 1774)
- 11 aprile - Francesco Canali, cardinale e arcivescovo cattolico italiano (n. 1764)
- 15 aprile - Cristóbal Bencomo y Rodríguez, arcivescovo cattolico spagnolo (n. 1758)
- 17 aprile - William Henry Ireland, scrittore britannico (n. 1775)
- 23 aprile - Paolino Caliari, pittore italiano (n. 1764)
- 25 aprile - François Tourte, archettaio francese (n. 1747)
- 26 aprile - Henry Kater, geodeta britannico (n. 1777)
- 26 aprile - Alphons Gabriel von Porcia, nobile, politico e poeta austriaco (n. 1761)
- 27 aprile - Stefano Arcellazzi, giurista e magistrato italiano (n. 1768)
- 27 aprile - Albert Gyulay, generale austriaco (n. 1766)
- 30 aprile - Francesco Arese Lucini, nobile e patriota italiano (n. 1778)

## Maggio(14)
- 2 maggio - Johann Heinrich Ferdinand von Autenrieth, medico tedesco (n. 1772)
- 3 maggio - Thomas Hardwicke, zoologo britannico (n. 1755)
- 3 maggio - Gabriele Iudica, archeologo e mecenate italiano (n. 1760)
- 9 maggio - Iacopo Casanova, generale italiano (n. 1774)
- 13 maggio - Serafino Gentili, tenore italiano (n. 1775)
- 13 maggio - John Nash, urbanista e architetto inglese (n. 1752)
- 14 maggio - Guglielmina di Dörnberg, nobildonna prussiana (n. 1803)
- 15 maggio - Pauline Auzou, pittrice francese (n. 1775)
- 16 maggio - Felicia Hemans, poetessa britannica (n. 1793)
- 16 maggio - Elia Interguglielmi, pittore italiano (n. 1746)
- 19 maggio - Karl Georg Albrecht Ernst von Hake, generale prussiano (n. 1768)
- 20 maggio - Al-Husayn II ibn Mahmud, sovrano tunisino (n. 1784)
- 26 maggio - William Courtenay, IX conte di Devon, nobile inglese (n. 1768)
- 28 maggio - Thomas Pakenham, II conte di Longford, nobile irlandese (n. 1774)

## Giugno(20)
- 2 giugno - François Étienne Kellermann, generale francese (n. 1770)
- 3 giugno - Francesco Maria Pandolfi Alberici, cardinale italiano (n. 1764)
- 4 giugno - Giuseppe Pecchio, politico e storico italiano (n. 1785)
- 5 giugno - Luigi Fabri, incisore e editore italiano (n. 1778)
- 8 giugno - Gian Domenico Romagnosi, giurista, filosofo e economista italiano (n. 1761)
- 11 giugno - Pancrace Bessa, pittore, incisore e illustratore francese (n. 1772)
- 12 giugno - Iacopo Vittorelli, poeta, librettista e letterato italiano (n. 1749)
- 15 giugno - Bonawentura Niemojowski, avvocato, scrittore e politico polacco (n. 1787)
- 15 giugno - James Stopford, III conte di Courtown, politico irlandese (n. 1765)
- 16 giugno - Caroline Villiers, nobile britannica (n. 1774)
- 19 giugno - John-Étienne Chaponnière, scultore svizzero (n. 1801)
- 22 giugno - Melchiorre Delfico, filosofo, economista e numismatico italiano (n. 1744)
- 24 giugno - Andreas Miaoulis, ammiraglio e politico greco (n. 1768)
- 24 giugno - Tomás de Zumalacárregui, generale spagnolo (n. 1788)
- 25 giugno - Antoine-Jean Gros, pittore francese (n. 1771)
- 27 giugno - Alessandro Maria Pagani, vescovo cattolico italiano (n. 1755)
- 28 giugno - Ghaem Magham Farahani, politico e storico iraniano (n. 1779)
- 28 giugno - Augustin Johann Joseph Gruber, arcivescovo cattolico austriaco (n. 1763)
- 28 giugno - Charles Mathews, attore teatrale e direttore teatrale inglese (n. 1776)
- 29 giugno - François-Joseph Dewandre, architetto e scultore belga (n. 1758)

## Luglio(13)
- 2 luglio - Luigi Maria Richieri di Montichieri, generale italiano (n. 1771)
- 6 luglio - Matija Čop, storico, linguista e insegnante sloveno (n. 1797)
- 6 luglio - John Marshall, politico e avvocato statunitense (n. 1755)
- 8 luglio - Alessandro Sclopis di Salerano, letterato italiano (n. 1762)
- 9 luglio - Sofia di Sassonia-Coburgo-Saalfeld, principessa (n. 1778)
- 15 luglio - Izabela Fleming, principessa e scrittrice polacca (n. 1746)
- 18 luglio - Pietro Maria d'Agostino, vescovo cattolico italiano (n. 1756)
- 23 luglio - Antonio Pasini, pittore italiano (n. 1770)
- 24 luglio - Jacques Claude Beugnot, politico francese (n. 1761)
- 26 luglio - Biagio Nardi, avvocato e patriota italiano (n. 1768)
- 27 luglio - Gilbert Thomas Burnett, botanico britannico (n. 1800)
- 28 luglio - Édouard Adolphe Casimir Joseph Mortier, generale francese (n. 1768)
- 29 luglio - Jean Jacques Antoine Caussin de Perceval, orientalista e linguista francese (n. 1759)

## Agosto(11)
- 1º agosto - Thomas James Mathias, umanista e poeta inglese (n. 1754)
- 2 agosto - Ferdinand August von Spiegel, arcivescovo cattolico tedesco (n. 1764)
- 10 agosto - Claus Schall, violinista, compositore e danzatore danese (n. 1757)
- 18 agosto - Noël Aubin, editore e drammaturgo francese (n. 1754)
- 18 agosto - Friedrich Stromeyer, chimico tedesco (n. 1776)
- 20 agosto - Silvia Curtoni Verza, scrittrice italiana (n. 1751)
- 22 agosto - Leopoldo Nobili, fisico e inventore italiano (n. 1784)
- 23 agosto - Giuseppe Scarlata Xibilia Platamone, generale e nobile italiano (n. 1773)
- 24 agosto - María del Pilar de Portugal, nobildonna spagnola (n. 1776)
- 30 agosto - Filippo Magawly Cerati, politico irlandese (n. 1787)
- 30 agosto - William Barry Taylor, politico statunitense (n. 1784)

## Settembre(8)
- 2 settembre - Hussein Shah di Johor, sovrano malese (n. 1776)
- 3 settembre - Carlo Barabino, architetto e urbanista italiano (n. 1768)
- 9 settembre - Agnese di Hohenlohe-Langenburg, nobile tedesca (n. 1804)
- 13 settembre - Martin Hamaliar, scrittore e pastore protestante slovacco (n. 1783)
- 14 settembre - Alexander McDonnell, scacchista irlandese (n. 1798)
- 23 settembre - Georg Adlersparre, generale, politico e scrittore svedese (n. 1760)
- 23 settembre - Vincenzo Bellini, compositore italiano (n. 1801)
- 24 settembre - John Pitt, II conte di Chatham, politico britannico (n. 1756)

## Ottobre(12)
- 1º ottobre - Domenico Berra, agronomo e avvocato italiano (n. 1771)
- 2 ottobre - Lorenzo Crico, presbitero italiano (n. 1764)
- 7 ottobre - Carlos Miguel FitzJames Stuart, XIV duca d'Alba, nobile spagnolo (n. 1794)
- 7 ottobre - Carl Wilhelm Hahn, aracnologo, entomologo e ornitologo tedesco (n. 1786)
- 7 ottobre - Hendrik Arent Hamaker, assiriologo, filologo e orientalista olandese (n. 1789)
- 10 ottobre - Kazimierz Brodziński, scrittore polacco (n. 1791)
- 10 ottobre - Vincenzo Comi, chimico, medico e politico italiano (n. 1765)
- 14 ottobre - María Tomasa de Palafox, pittrice spagnola (n. 1780)
- 20 ottobre - Chikuden Tanomura, pittore giapponese (n. 1777)
- 27 ottobre - Étienne de Paule de Fallot de Beaupré de Beaumont, politico e arcivescovo cattolico francese (n. 1750)
- 28 ottobre - Richard Andrews, militare nativo americano
- 31 ottobre - Joseph Philippe François Deleuze, naturalista e botanico francese (n. 1753)

## Novembre(21)
- 1º novembre - William Motherwell, poeta, scrittore e giornalista scozzese (n. 1797)
- 1º novembre - Thomas Taylor, filosofo britannico (n. 1758)
- 2 novembre - Quirico Viviani, scrittore e traduttore italiano (n. 1780)
- 3 novembre - Giacomo Guardi, pittore italiano (n. 1764)
- 3 novembre - Gleb Semënovič Šišmarëv, navigatore e esploratore russo (n. 1781)
- 6 novembre - Heinrich Gustav Flörke, botanico tedesco (n. 1764)
- 6 novembre - Henri de Rigny, ammiraglio francese (n. 1782)
- 7 novembre - Pëtr Kuz'mič Pachtusov, navigatore, esploratore e cartografo russo (n. 1800)
- 8 novembre - Giuliano de Fazio, architetto e ingegnere italiano (n. 1773)
- 11 novembre - Andrea Bratti, vescovo cattolico italiano (n. 1759)
- 13 novembre - Emanuele Rossi, filosofo e politico italiano (n. 1760)
- 16 novembre - Louis Angely, commediografo, attore teatrale e regista tedesco (n. 1787)
- 16 novembre - Matteo Tondi, scienziato e mineralogista italiano (n. 1762)
- 17 novembre - Daniele Francesconi, archeologo, storico e bibliotecario italiano (n. 1761)
- 21 novembre - James Hogg, poeta e scrittore scozzese (n. 1770)
- 21 novembre - Francesca Maffei Festa, soprano e mezzosoprano italiana (n. 1778)
- 22 novembre - Emily Cecil, marchesa di Salisbury, nobile inglese (n. 1750)
- 23 novembre - Henry Charles Somerset, VI duca di Beaufort, politico e nobile inglese (n. 1766)
- 23 novembre - Erwin Speckter, pittore tedesco (n. 1806)
- 29 novembre - Caterina di Württemberg, sovrana (n. 1783)
- 30 novembre - Joseph Marchand, religioso e missionario francese (n. 1803)

## Dicembre(10)
- 5 dicembre - August von Platen-Hallermünde, poeta e drammaturgo tedesco (n. 1796)
- 17 dicembre - Joseph Henri Joachim Lainé, politico francese (n. 1768)
- 17 dicembre - Pierre-Louis Roederer, avvocato e politico francese (n. 1754)
- 18 dicembre - Johann Mederitsch, compositore austriaco (n. 1752)
- 20 dicembre - Colquhoun Grant, generale britannico (n. 1772)
- 21 dicembre - María Concepción Loperena, attivista colombiana (n. 1775)
- 22 dicembre - David Hosack, medico e botanico statunitense (n. 1769)
- 22 dicembre - Franz Paula von Schrank, botanico e entomologo tedesco (n. 1747)
- 28 dicembre - William Turton, naturalista britannico (n. 1762)
- 29 dicembre - Catherine Hübscher, nobildonna francese (n. 1753)

## Senza giorno specificato(20)
- Grato Albertolli, decoratore svizzero (n. 1746)
- Nasibi Tahir Babai, mistico e poeta albanese
- Giovan Battista Ballanti Graziani, decoratore italiano (n. 1762)
- Bartolomeo Bernasconi, stuccatore svizzero
- William Cobbett, politico e giornalista britannico (n. 1763)
- Sebastiano De Boni, architetto e pittore italiano (n. 1763)
- Sally Hemings, statunitense (n. 1773)
- Giuseppe Lazzaro Morpurgo, imprenditore austriaco (n. 1759)
- Giuseppe Perovani, pittore italiano (n. 1765)
- Hippolyte Pixii, inventore francese (n. 1808)
- José Ribelles, pittore e incisore spagnolo (n. 1778)
- Antoine Roux, pittore francese (n. 1765)
- Vitale Sala, pittore italiano (n. 1803)
- Johann Friedrich Schink, scrittore tedesco (n. 1755)
- Carlo Torelli di Guidantonio, nobile italiano
- Charles Bonaventure Marie Toullier, giurista francese (n. 1752)
- Antonio Maria Trigona, arcivescovo cattolico italiano (n. 1760)
- Adolf Wagner, biografo tedesco (n. 1774)
- White Watson, geologo e scultore inglese (n. 1760)
- José da Silva Lisboa, politico brasiliano (n. 1756)